# Mélinda Hennaoui

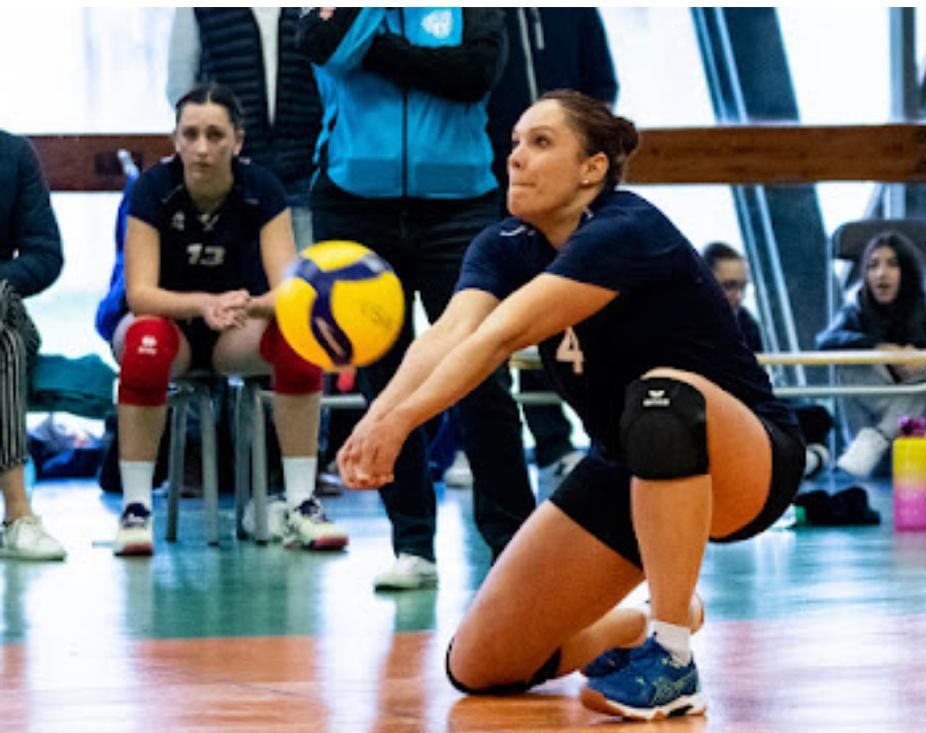

Mélinda Hennaoui est une joueuse de volley-ball  franco-algérienne née le 18 mars 1990 à Bouira (Algérie). Elle mesure 1,75 m et joue réceptionneuse-attaquante,.

## Clubs
| Club                      | Pays   | De        | À         |
| ------------------------- | ------ | --------- | --------- |
| Istres Sports Volley-Ball | France | 2007-2008 | 2007-2008 |
| USSP Albi Volley-Ball     | France | 2008-2009 | 2009-2010 |
| SES Calais                | France | 2008-2009 | 2011-2012 |
| Sans club                 |        | 2012-2013 | …         |

## Palmarès
- Jeux africains (1)
  - Vainqueur : 2011
- Championnat d'Afrique 
  - Finaliste : 2011

- Jeux Olympiques de Pékin 2008